# Ваппо (язык)
Ваппо (Ashochimi, Ashochimí, Wappo) — мёртвый язык семьи юки-ваппо, распространённый ранее в долине Александра (Александер-Вэлли) к северу от нынешнего Сан-Франциско на западе Калифорнии. Установлено родство языка ваппо с языком юки. Состоял из 5 диалектов: западного, северного, центрального, чистоозёрного и южного. В настоящее время народ ваппо говорит на английском языке. Язык не имел письменности. Примеры топонимов региона на этом языке: Анакотанома — город Сент-Хелина, Канамота — гора Сент-Хелина, Унутсауахолманома — Долина Александра.